# Habrotrocha longicalcarata
Habrotrocha longicalcarata är en hjuldjursart som beskrevs av Berzinš 1950. Habrotrocha longicalcarata ingår i släktet Habrotrocha och familjen Habrotrochidae. Arten är reproducerande i Sverige. Inga underarter finns listade i Catalogue of Life.